# Jagdgeschwader 1 (1917–1918)

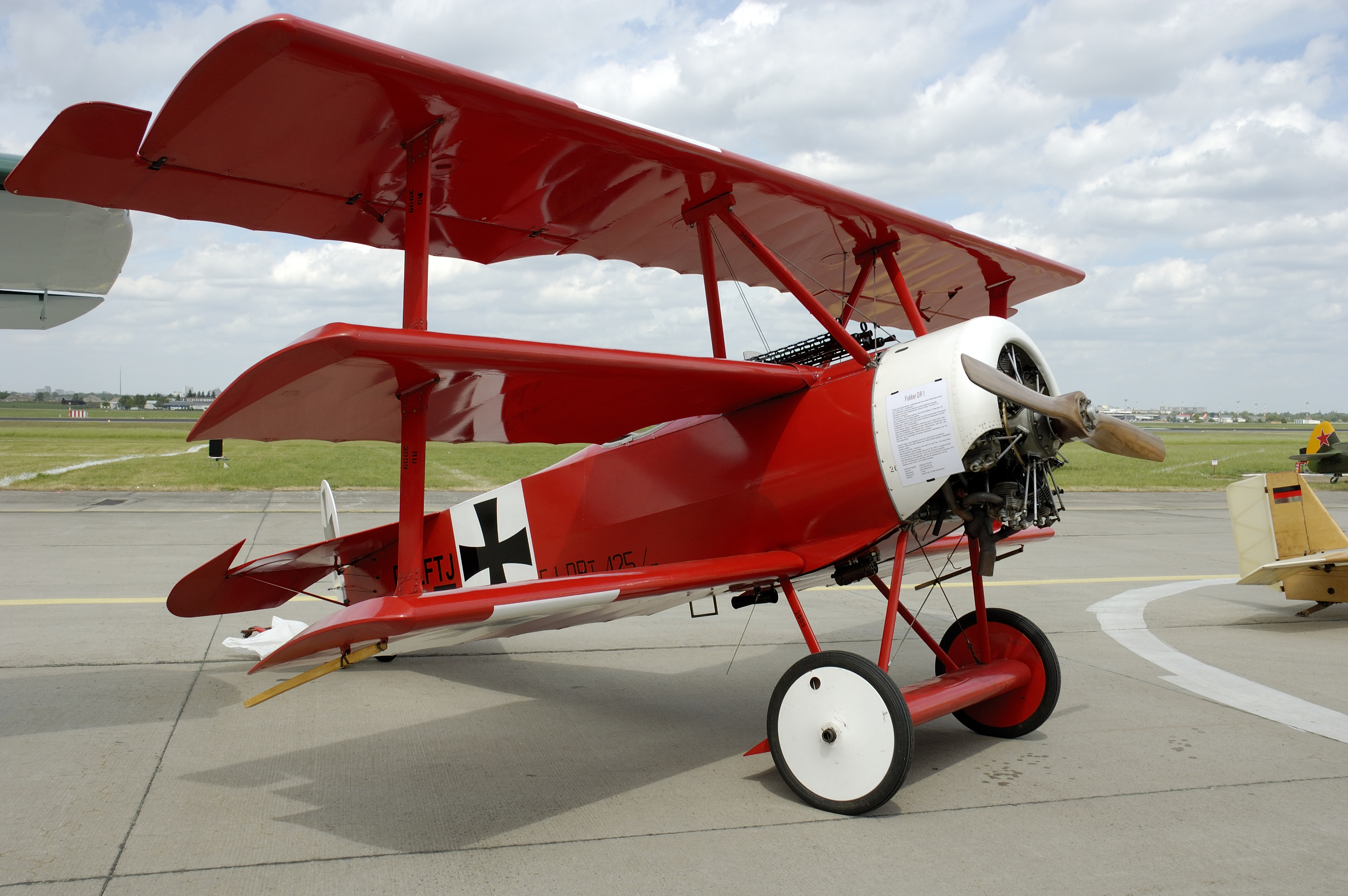
Replika Fokkera DR1 na ILA 2006. Manfred von Richthofen, znany jako "Czerwony Baron", latał tym modelem podczas I wojny światowej.

Jagdgeschwader Nr. I – JG I – wyspecjalizowana niemiecka jednostka lotnicza Luftstreitkräfte z okresu I wojny światowej.
W czerwcu 1917 roku połączono cztery eskadry myśliwskie Jasta 4, Jasta 6, Jasta 10 i Jasta 11 w jedną jednostkę taktyczną pod dowództwem wówczas jednego z największych asów myśliwskich Cesarstwa Niemieckiego Manfreda von Richthofena. Był to pierwszy dywizjon lotnictwa niemieckiego zwany Latającym cyrkiem lub Cyrkiem Richthofena. Samoloty dywizjonu były malowane w jaskrawe, wyraźnie wyróżniające się barwy. Po śmierci Manfreda von Richthofena 21 kwietnia 1918 roku rozkazem cesarza dywizjon został nazwany Jagdgeschwader Freiherr von Richtfofen I.
Piloci dywizjonu odnieśli łącznie 644 potwierdzonych zwycięstw powietrznych. Straty po stronie dywizjonu wyniosły 52 pilotów.

## Dowódcy dywizjonu
| Stopień   | Nazwisko                 | Okres                   |
| --------- | ------------------------ | ----------------------- |
| Rotmistrz | Manfred von Richthofen   | 26.07.1917 – 21.04.1918 |
| Kapitan   | Wilhelm „Willi” Reinhard | 22.04.1918 – 03.07.1918 |
| Porucznik | Hermann Göring           | 03.07.1918 – 02.09.1918 |
| Porucznik | Erich von Wedel          | 02.09.1918 – 04.09.1918 |
| Porucznik | Hermann Göring           | 05.09.1918 – 11.11.1918 |